# Broar i Stockholm

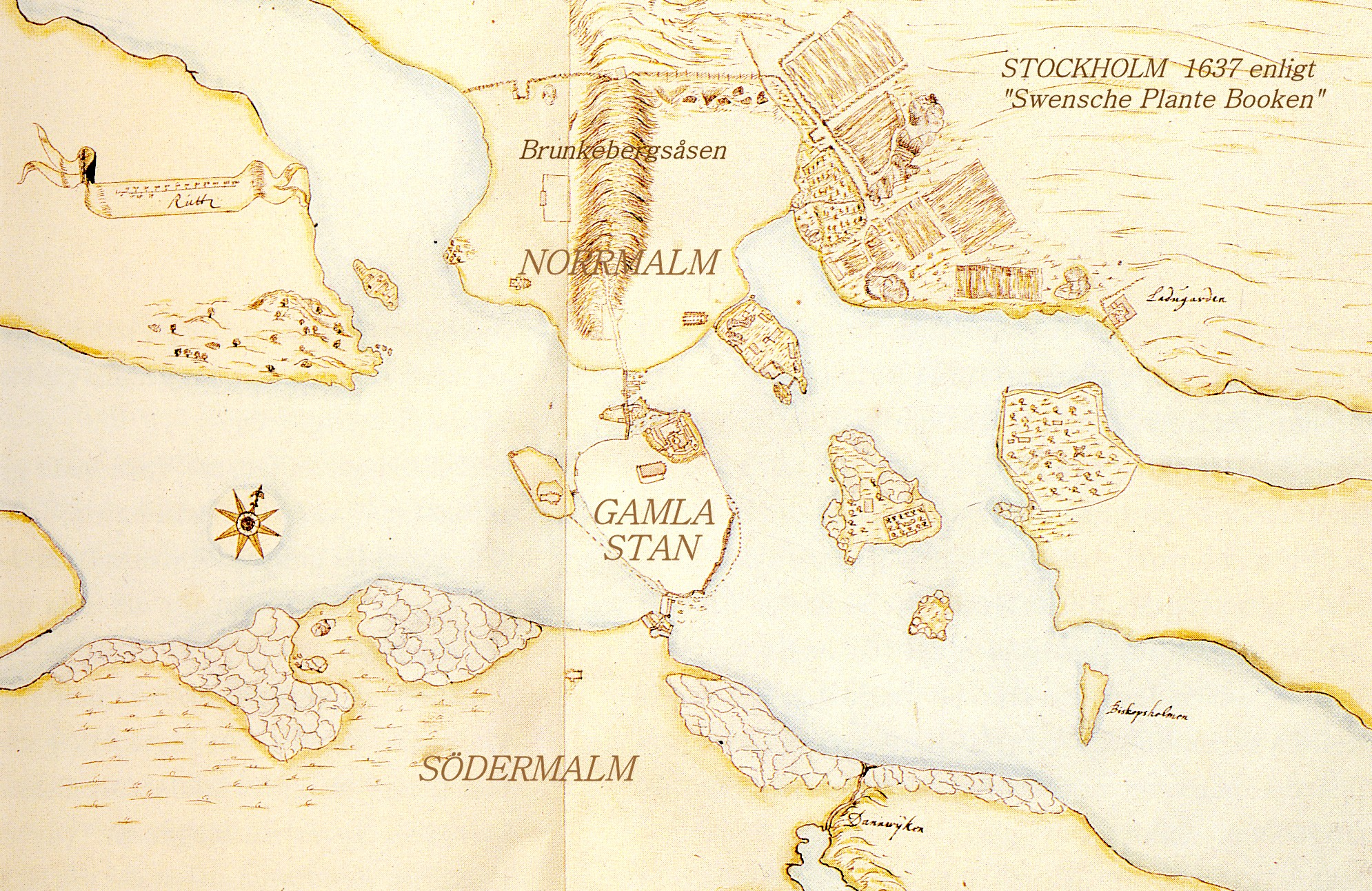
Några få broar syns på Stockholmskartan från 1637

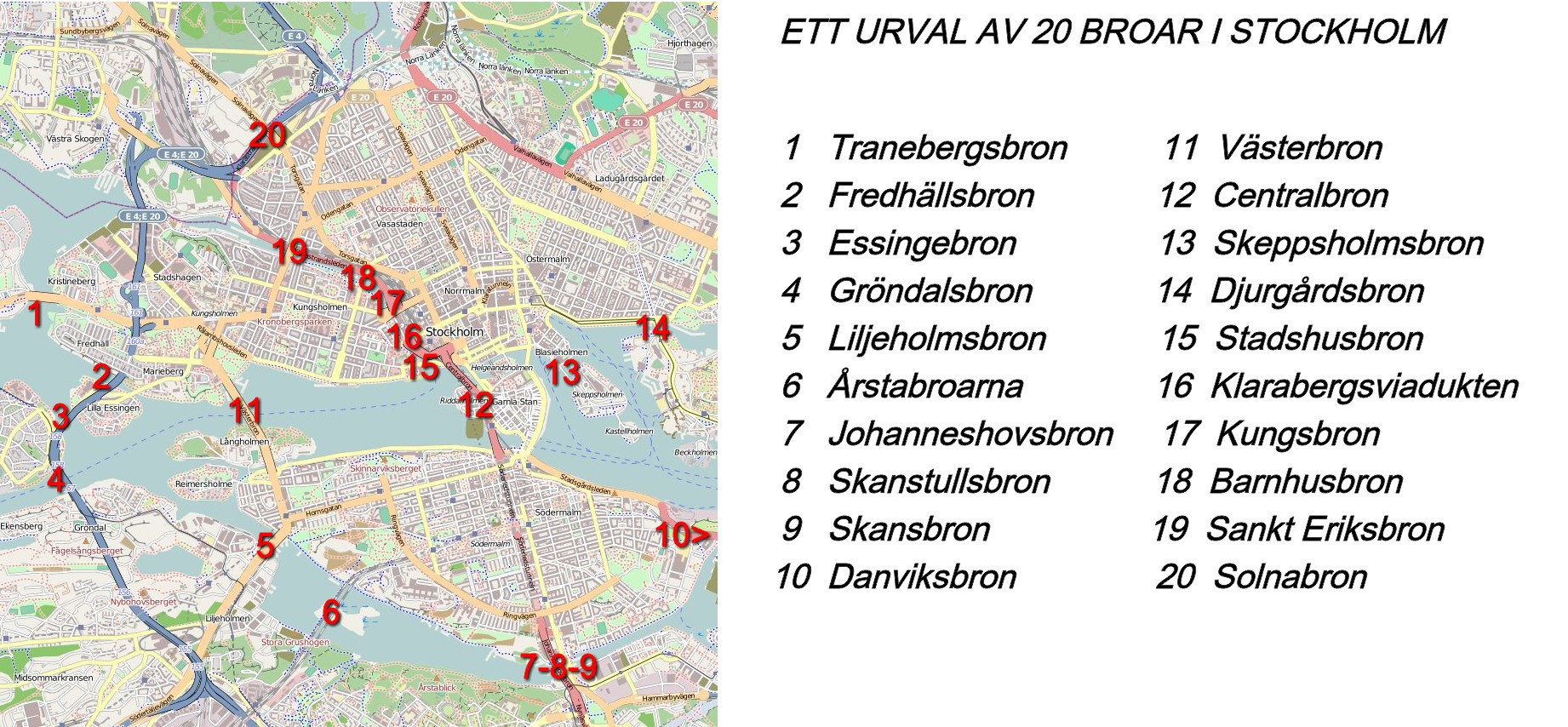
Ett urval av 20 broar i Stockholm år 2010

Stockholms läge på ett antal öar mellan Mälaren och Östersjön har i alla tider gjort det nödvändigt att anlägga broar. Från att i början vara komplement till båttrafiken mellan öarna blev Stockholms broar under 1800-talets industriella revolution och under 1900-talets ökning av bilismen viktiga inslag för att lösa stadens trafikproblem. Stockholms höga broar med upp till 32 meter segelfri höjd är ett betydande inslag i Stockholms stadsbild.

## Historik

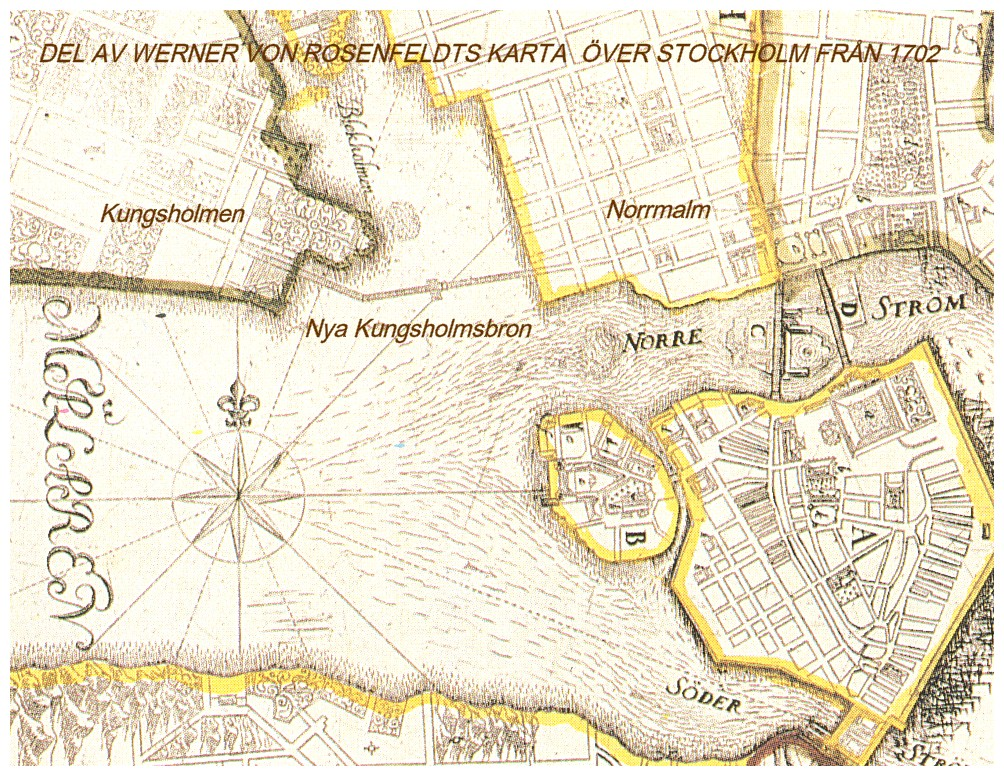
”Nya Kungsholmsbron”, karta från 1702.

Stockholmsåsens sträckning över Mälaren medförde att genom den pågående landhöjningen var utloppet begränsat till två vattenvägar, norr och söder om Stadsholmen - Norrström och Söderström. I Norrström låg små öar och i Söderström fanns det en längre åstunga som förkortade avståndet mellan det vatten som behövdes överbryggas för att ge en fast förbindelse mellan Södermanland och Uppland.
Bron över Norrström mellan Helgeandsholmen och Norrmalm har gamla anor, den är källbelagd sedan 1288 och hette då Stockholms norra bro. Dagens bro heter Norrbro och är Stockholms äldsta bevarade bro, uppförd 1807 efter ritningar av Erik Palmstedt. Redan på den äldsta stockholmsbilden, Vädersolstavlan från 1535, redovisas en bro mot norr, mellan Stadsholmen, Helgeandsholmen och Norrmalm, en mot söder mellan Stadsholmen och Södermalm samt en bro mot väst, mellan Stadsholmen och Gråmunkeholmen. Till Kungsholmen, Skeppsholmen eller Djurgården fanns på 1500-talet inga broar, som en samtida karta visar. Den första bron mellan Norrmalm och Kungsholmen avlades 1635 på änkedrottningen Maria Eleonoras initiativ och kallades Gamla Kungsholmsbron (riven 1880).
Färjor och roddbåtar ombesörjde överfarter till öarna runt den centrala staden. Broar var inte bara till fördel för den egna kommunikationen, de kunde även användas av fienden. Det var därför även nödvändigt med strategiska synpunkter vid anläggandet av nya broar.

## Översikt

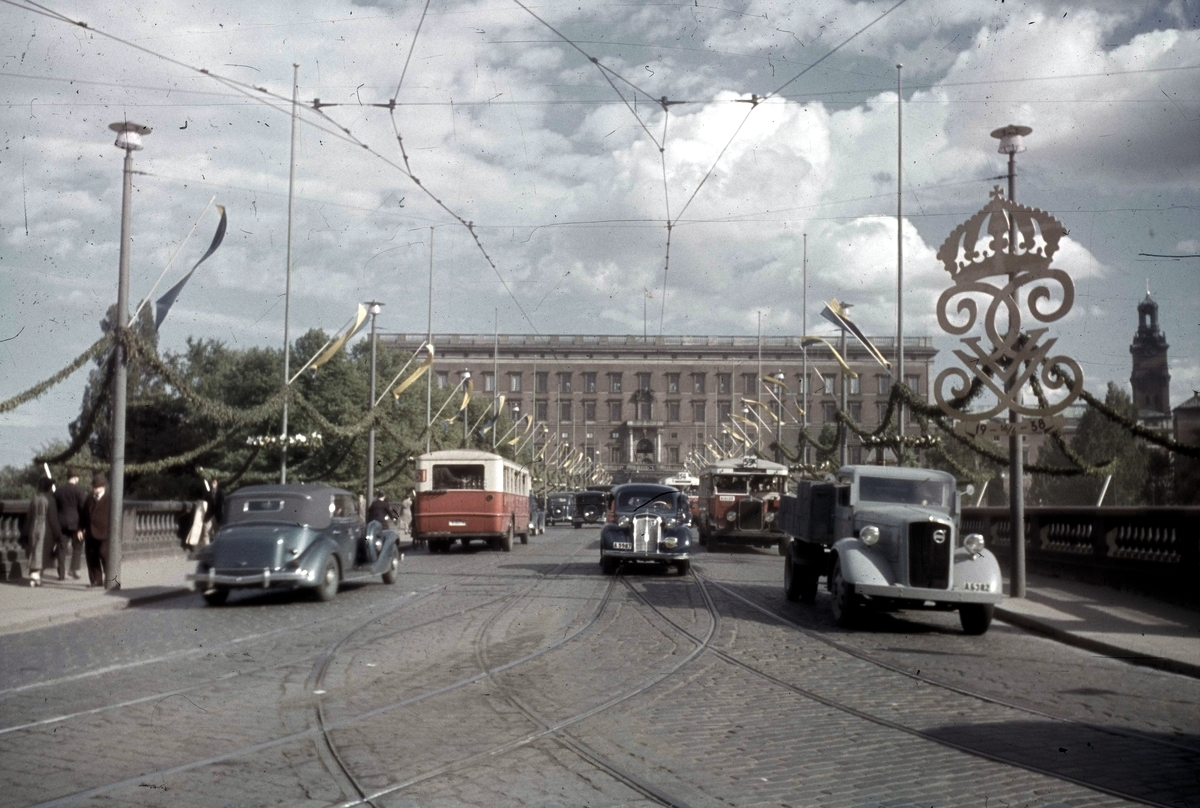
Norrbro smyckad vid Gustaf V:s 80-årsdag 16 juni 1938.

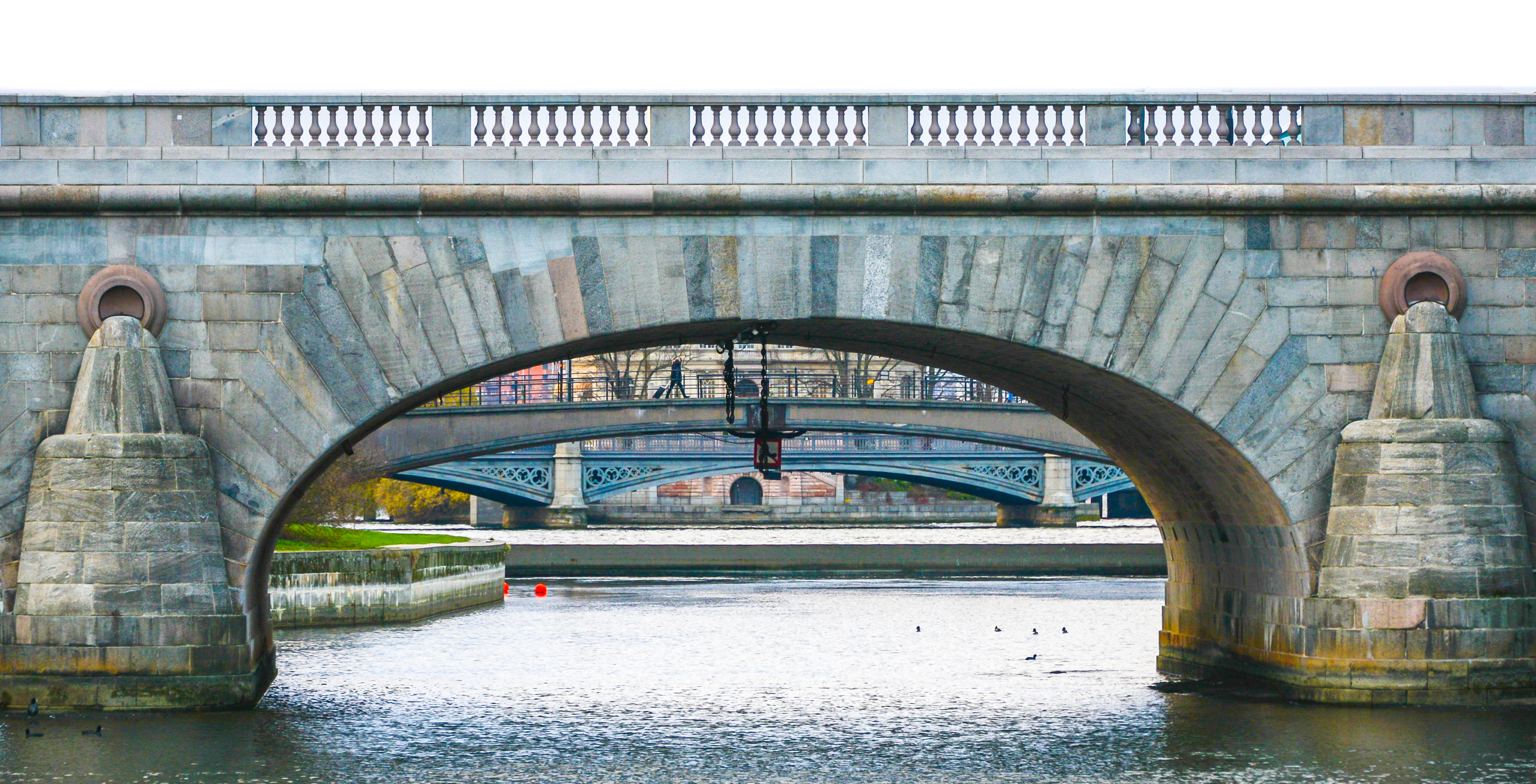
Tre av Stockholm mest kända broar. Samtliga förbinder Gamla stan och Helgeandsholmen med Norrmalm. Norrbro (stenbro), Riksbron (betongbro) och Vasabron (järn-/stålbro).

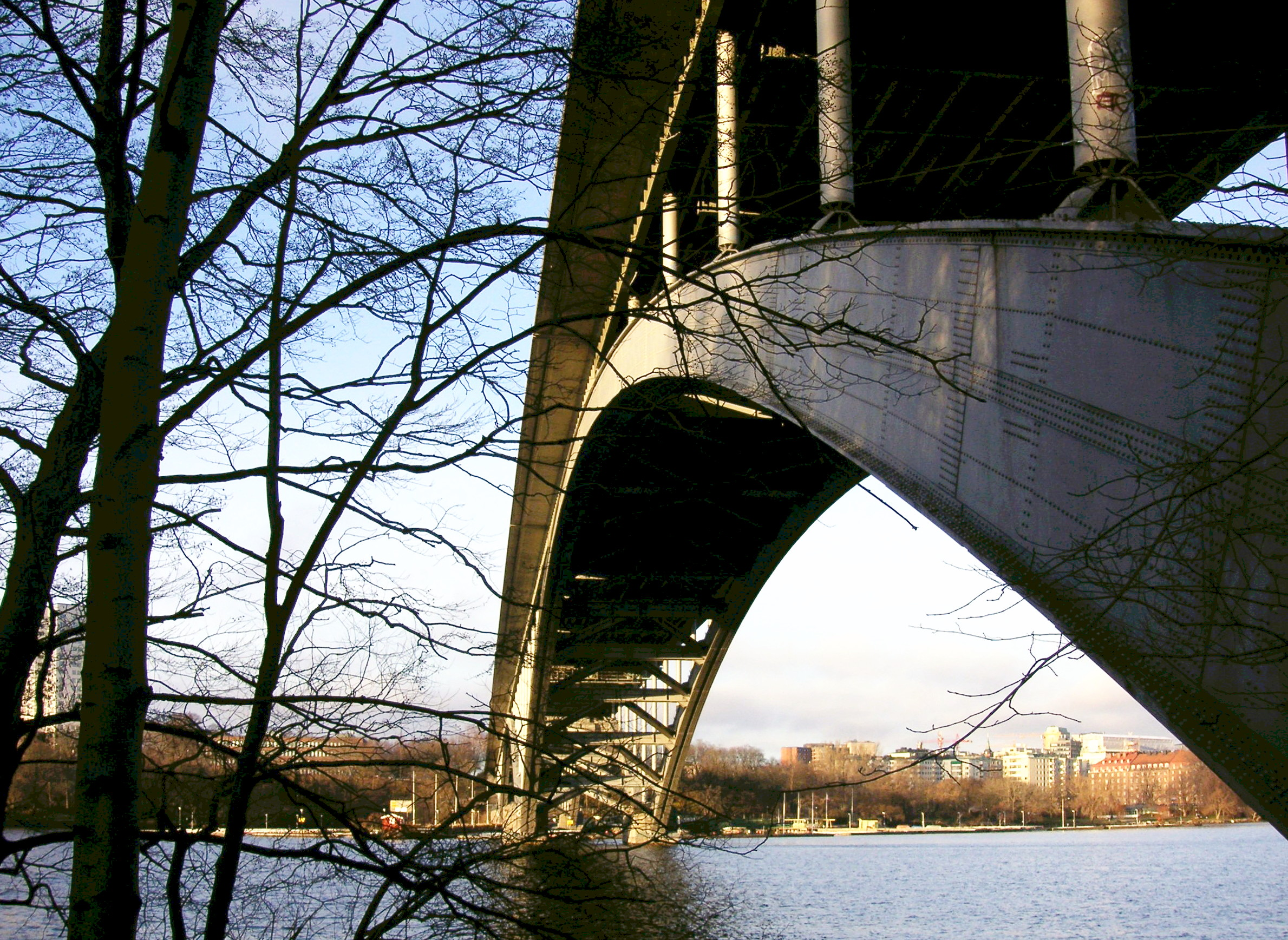
Västerbron från Långholmen 2005.

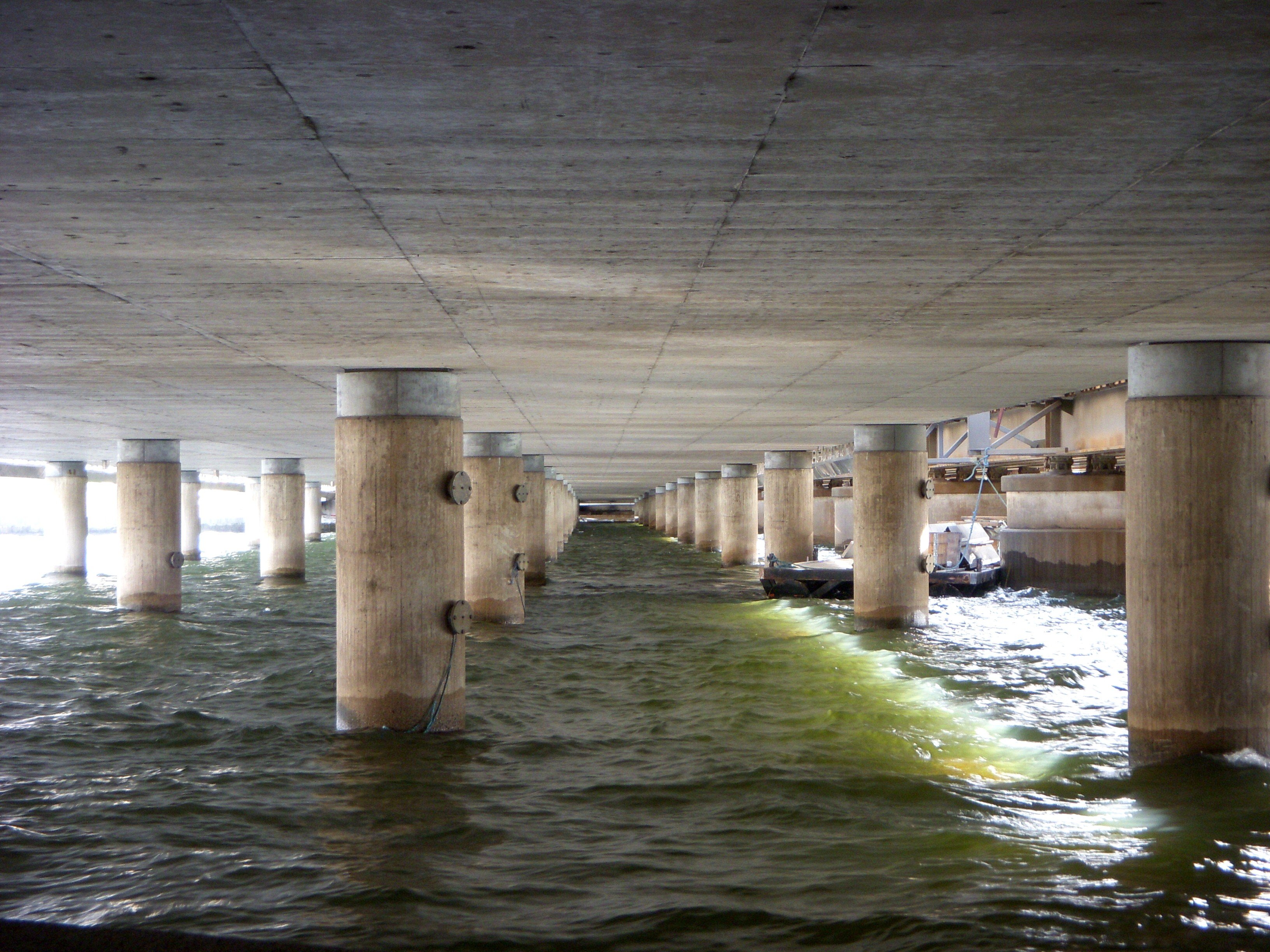
Under Centralbron vy mot syd 2009.

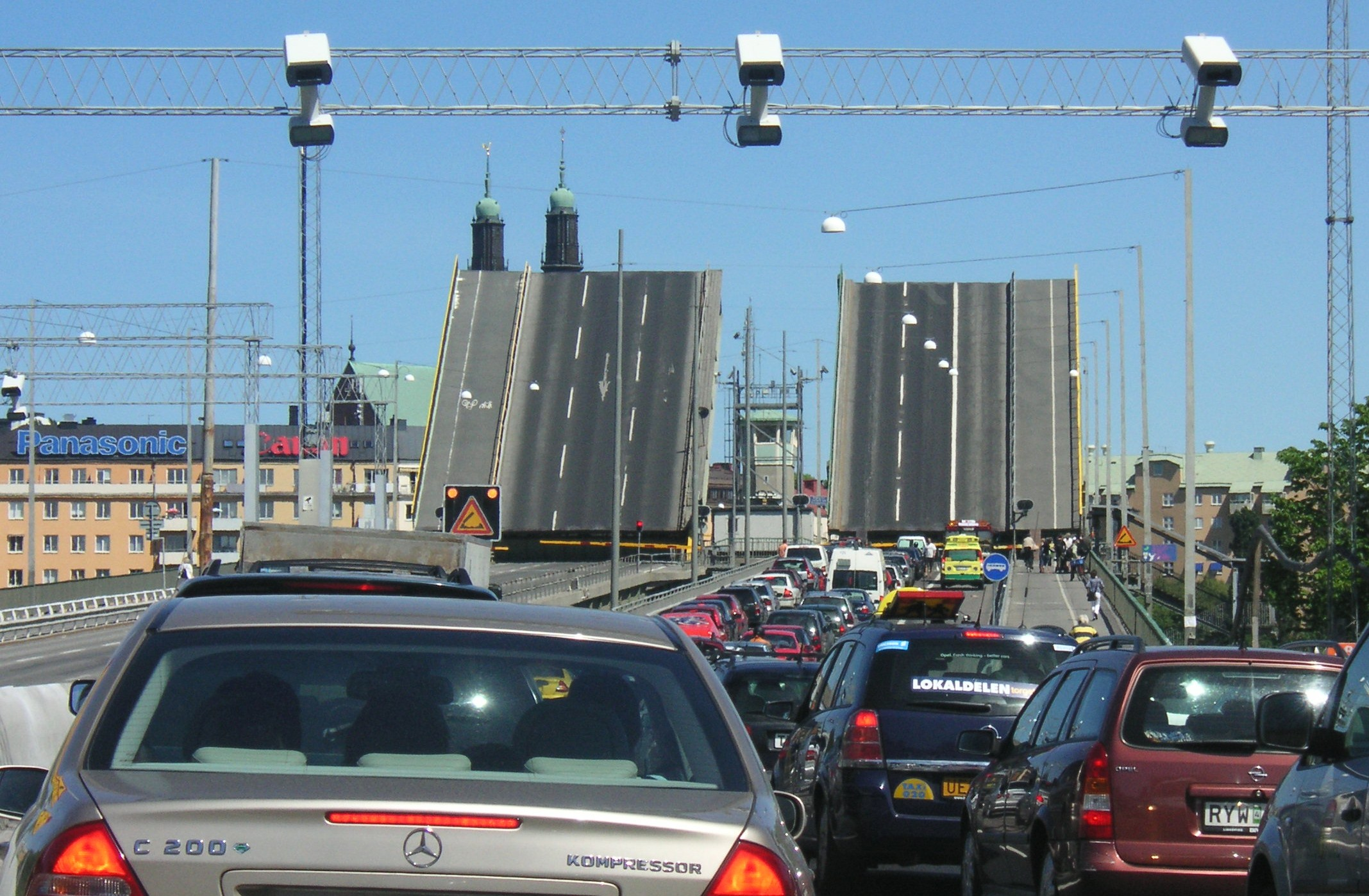
Liljeholmsbron, broöppning 2006.

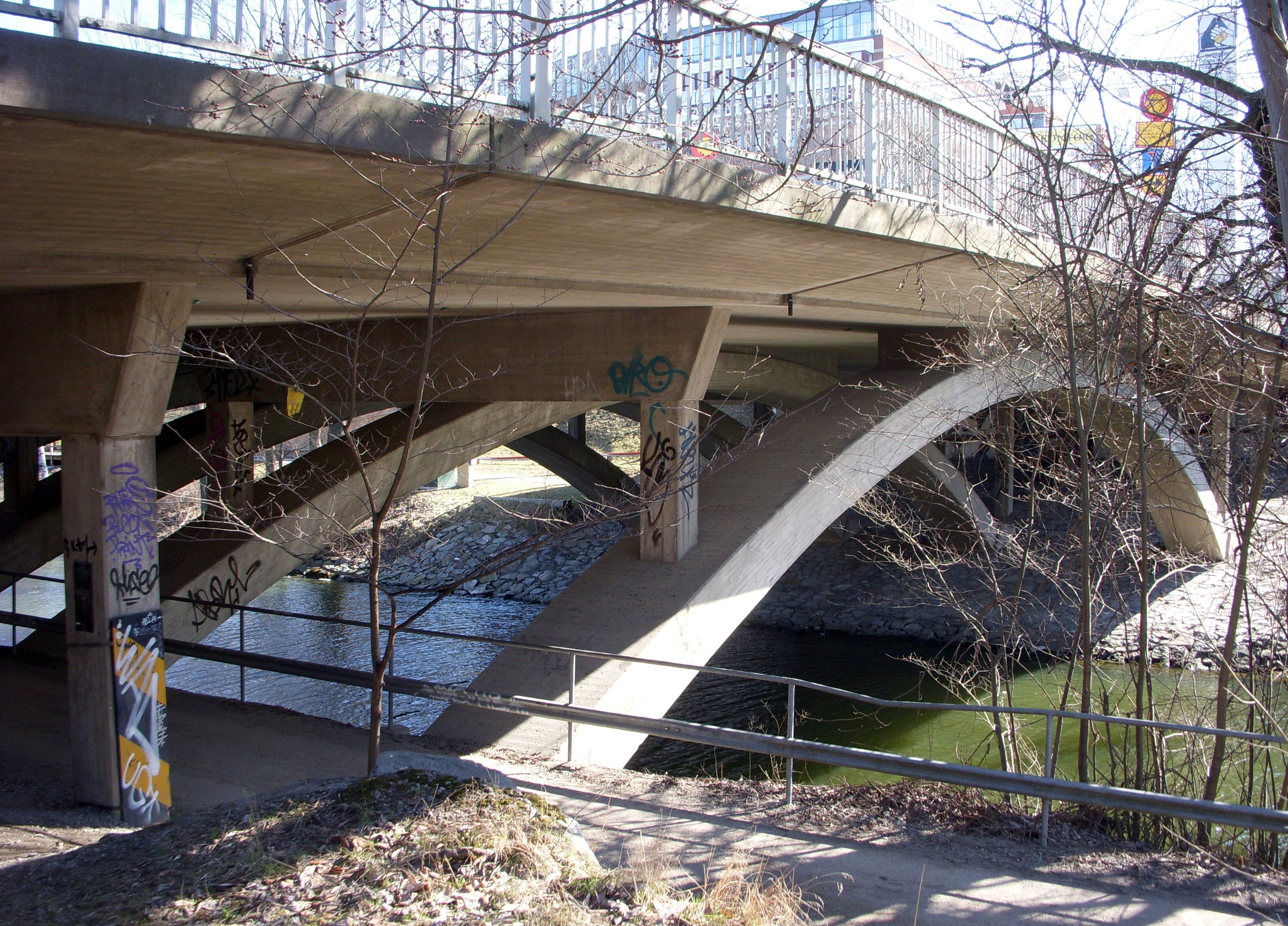
Ekelundsbron sedd från Solna-sidan.

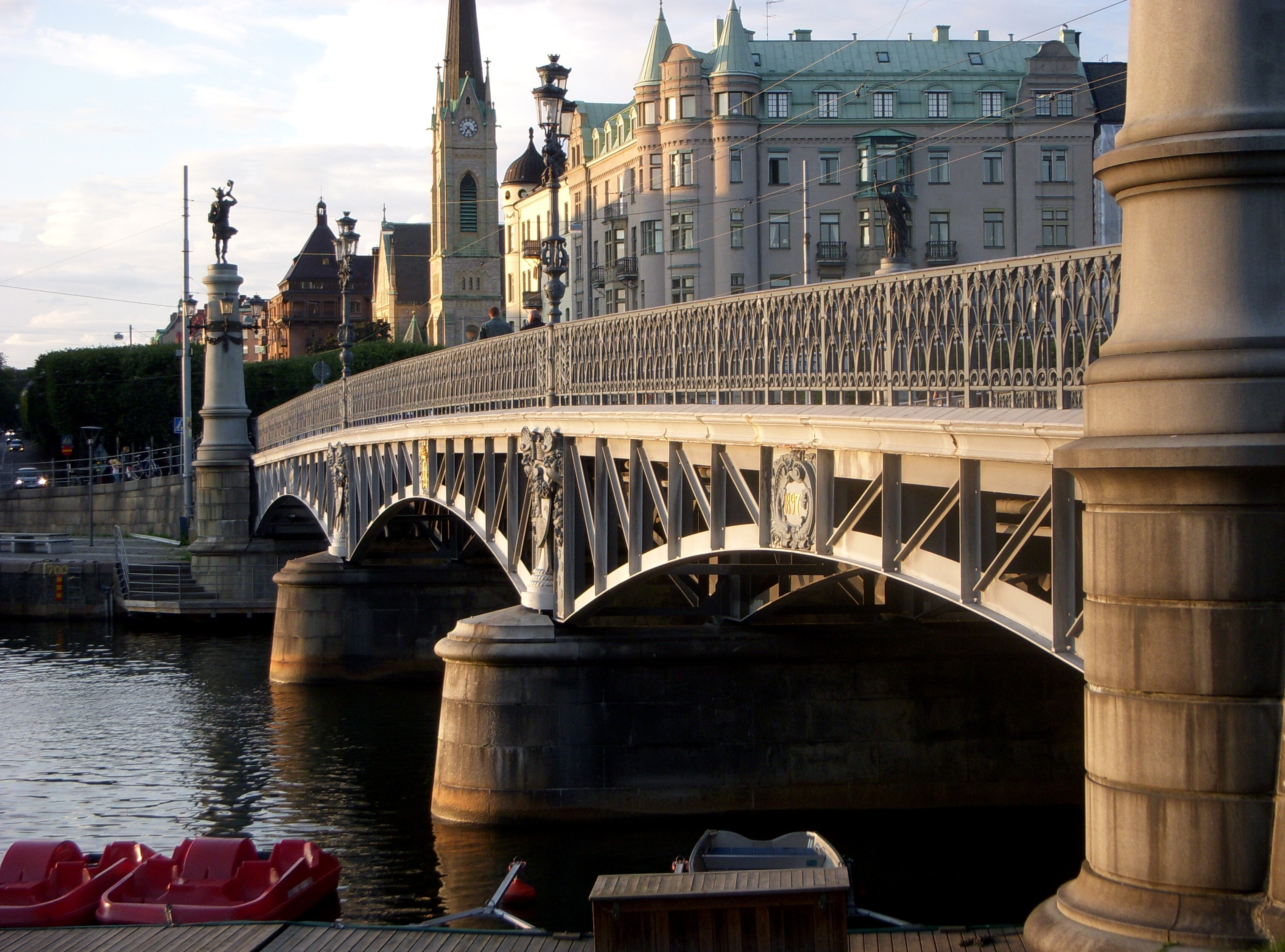
Djurgårdsbron 2008.

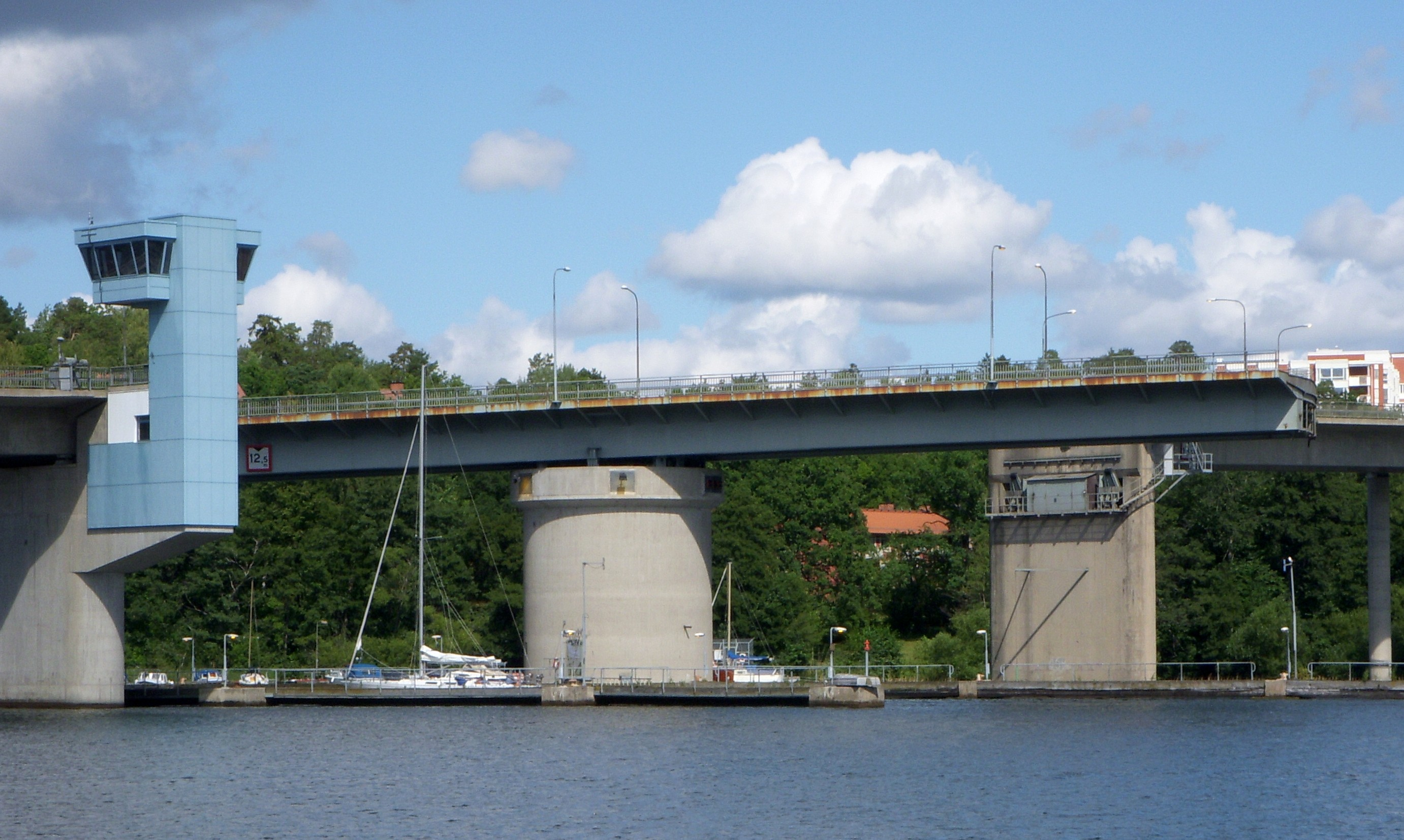
Nockebybron med öppen mittsektion.

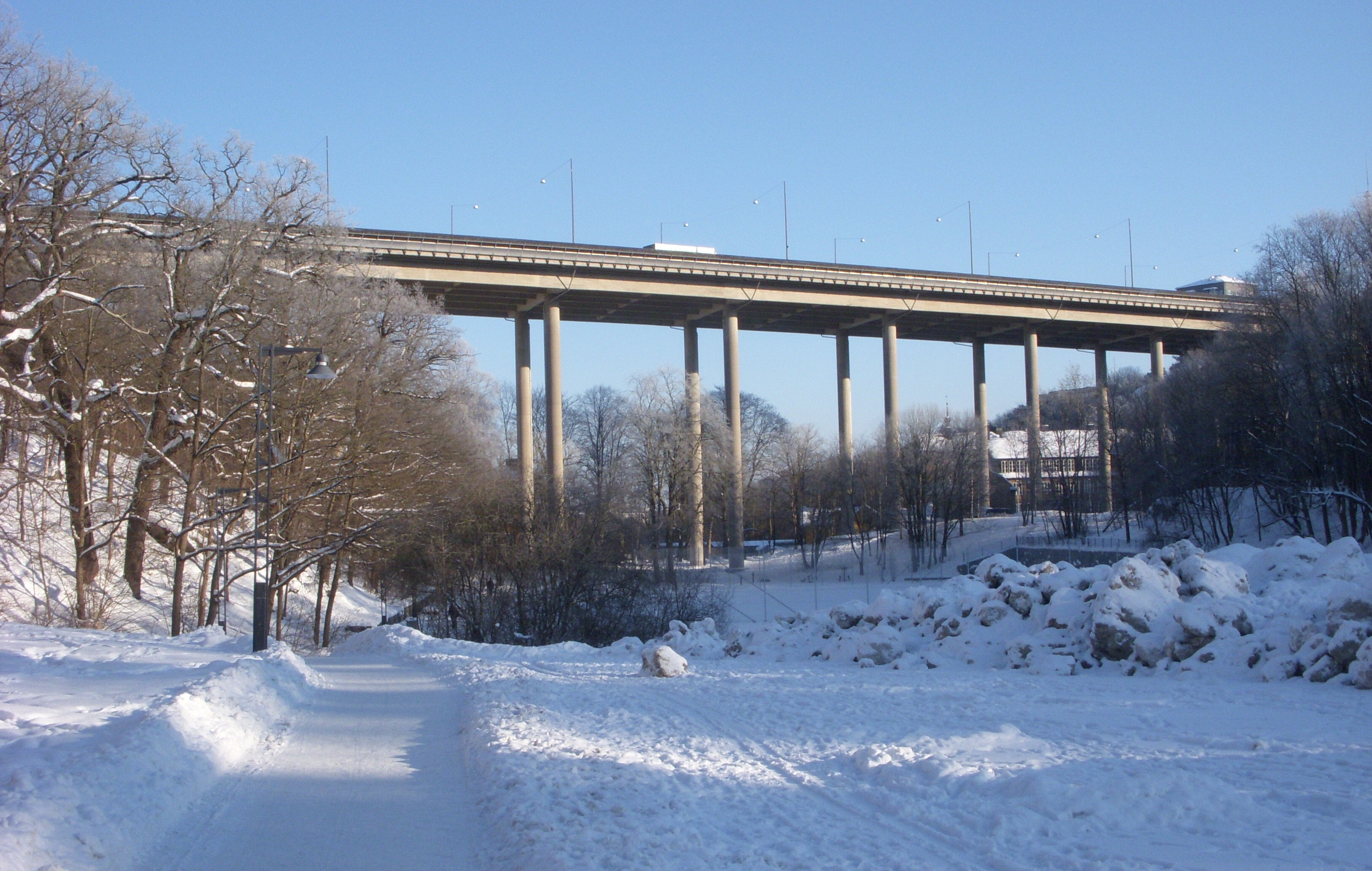
Blommensbergsviadukten 2010.

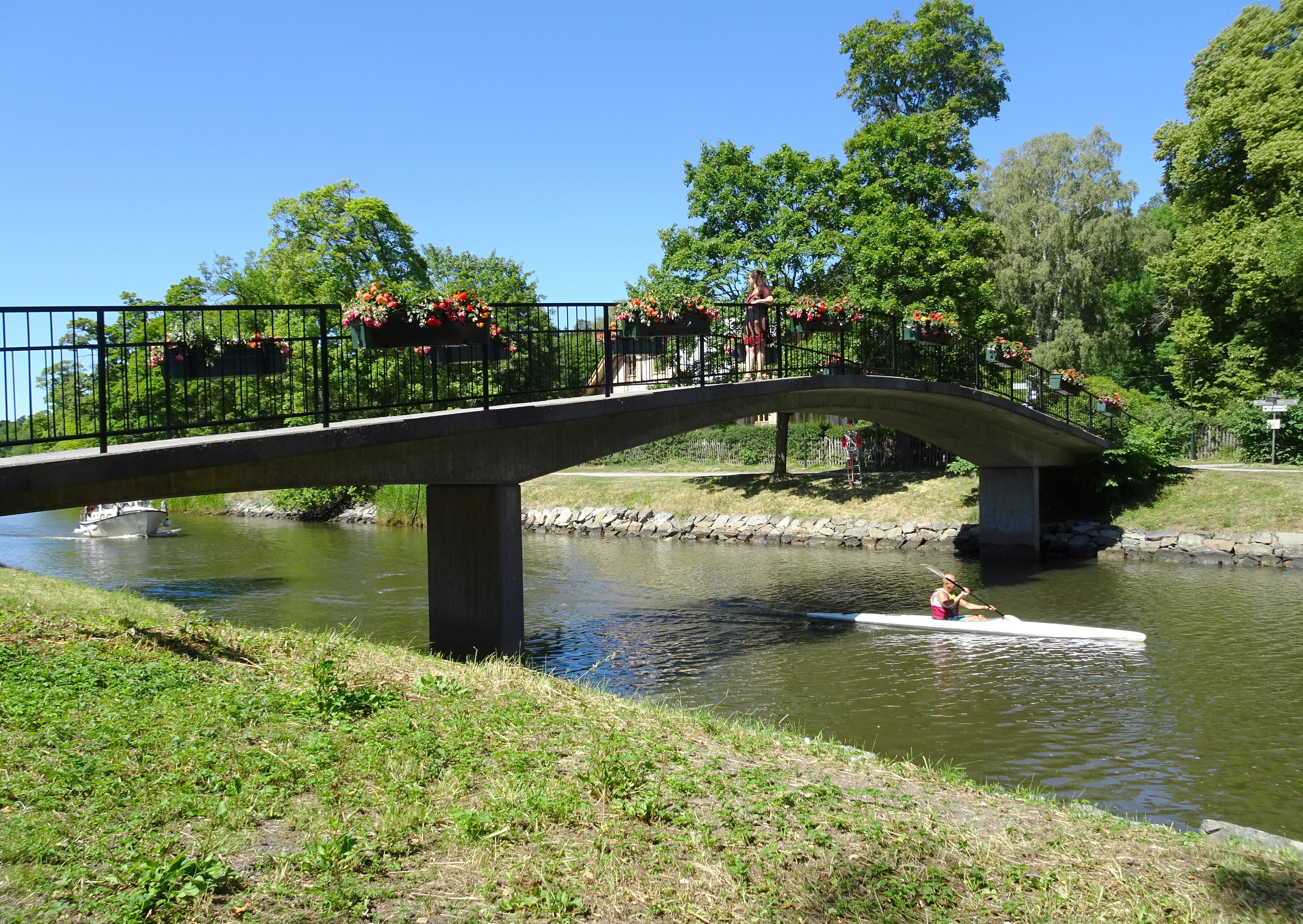
Lilla Sjötullsbron, gång- och cykelbro.

### Över Mälaren-Riddarfjärden
Via Gamla stan där broförbindelser funnits sedan stadens äldsta tid:
- Norrbro (1807), bro källbelagd sedan 1288
- Vasabron (1878) med Strömsborgsbron (nuvarande från 1993)
- Riksbron (1931), föregångaren kallades råttfällan
- Slussen (1935), förbindelse sedan äldsta tid
- Stallbron (1948), öppnad för trafik 1904
- Strömbron (1961), ett permanentat provisorium sedan 1946

Via Riddarholmskanalen och Söderström:
- Den första bron var järnvägens sammanbindningsbana som anlades delvis som flottbro 1871.
- Riddarbron (1954–1967)
- Söderströmsbron (1957 i samband med tunnelbanan)
- Centralbron (1963), hela leden blev klar 3 september 1967
- Norra Järnvägsbron
- Södra Järnvägsbron

Via Långholmen finns endast en byggd bro:
- Västerbron (1935) (Södermalm (Hornstull) - Kungsholmen (Marieberg))

Via Essingeöarna. De första broarna anlades som en del av Essingeleden 1961:
- Gröndalsbron (1961) (Gröndal- Stora Essingen)
- Fredhällsbron (1961) (Lilla Essingen-Kungsholmen (Fredhäll))
- Essingebron (1962) (Stora Essingen–Lilla Essingen, på den västra brodelen går Gamla Essinge broväg)
- Alviksbron (1998) (spårvägs- och gångbro mellan Stora Essingen och Alvik/Äppelviken, Västerort)

### Från Södermalm
Söderut via Skanstull fanns det inget behov av en större bro innan Hammarbykanalen anlades i slutet av 1920-talet. Här gick den medeltida Göta landsväg över en liten bro söderut:
- Skansbron (1927), klar 1925
- Skanstullsbron (1949), klar 1947
- Johanneshovsbron (1984)

Söderut över Årstaviken. En flottbro för en ny sträckning av Göta landsväg via Hornstull anlades på 1670-talet. En flottbro för järnvägen anlades på 1860-talet:
- Liljeholmsbron (västra brodelen klar 1928, östra delen klar 1954)
- Västra Årstabron (tåg-, cykel- och gångbro via Årsta holmar, klar 2005)
- Östra Årstabron (tågbro via Årsta holmar, invigd 1929, renovering 2012)

Österut via Danvikstull fanns inget behov av bro innan Hammarbykanalen anlades i slutet av 1920-talet:
- Danviksbro (1926)

Till Långholmen:
- Långholmsbron (1948), nuvarande bro byggd 1931
- Pålsundsbron (1948)

Till Reimersholme:
- Reimersholmsbron (1949), nuvarande bro klar 1943

### Från Kungsholmen
Till Norrmalm. Den första bron anlades vid nuvarande Kungsbron i mitten av 1600-talet. Under sent 1600-tal tillkom en flottbro vid nuvarande stadshuset:
- Kungsbron (1881) (Kungsgatan-Fleminggatan, nuvarande bro 1944)
- Stadshusbron (1920)
- Klarabergsviadukten (1942)

Till Vasastaden/Solna:
- Sankt Eriksbron (1906) (Sankt Eriksgatan)
- Barnhusbron (1966)
- Ekelundsbron (1968) (Stadshagen-Karlberg, nuvarande bro byggd 1956)

Till Västerort. Den första flottbron anlades i mitten av 1700-talet:
- Tranebergsbron (1934) (Fredhäll-Traneberg, ombyggd 1999–2005)

Till Lilla Essingen:
- Mariebergsbron (1936)

### Till andra öar i Mälaren och Saltsjön
Till Riddarholmen:
- Hebbes Bro (1924)
- Riddarholmsbron (1958)

Till Skeppsholmen:
- Skeppsholmsbron, nuvarande bro öppnad för trafik 1861
- Kastellholmsbron (1961), nuvarande bro klar 1880, senare ombyggd

Till Djurgården:
- Djurgårdsbron (1897), stod klar till den stora Stockholmsutställningen 1897
- Djurgårdsbrunnsbron (1884)
- Beckholmsbron (1961)
- Folke Bernadottes bro (2019)

Till Lidingö:
- Gamla Lidingöbron (1926)
- Lidingöbron (1971)

Till Kärsön och Ekerön, Ekerö kommun:
- Nockebybron (1961)
- Tappströmsbron (1973)
- Drottningholmsbron (1973)
- Lullehovsbron (1980)

Till Stäksön, Upplands-Bro kommun:
- Stäketbron (vägtrafik)
- Stäketbron (spårtrafik)

Mellan Danderyds kommun och Solna kommun:
- Stocksundsbron (vägtrafik)
- Stocksundsbron (Roslagsbanan)
- Stocksundsbron (tunnelbana)

### Essingeledens broar
På sträckan Södertäljevägen–Norra länken är Essingeleden cirka 8 kilometer lång, av denna sträcka består cirka 4 kilometer av ett tiotal broar och viadukter. En del av dem är inte namngivna, som den 126 meter långa viadukten över Drottningholmsvägen eller den 250 meter långa viadukten över Hornsbergsdepån och Lindhagensgatan på västra Kungsholmen. Namngivna broar och viadukter är (från söder till norr):
- Hägerstensviadukten, längd 330 meter.
- Blommensbergsviadukten, längd 300 meter.
- Gröndalsviadukten, längd 300 meter.
- Gröndalsbron, längd 300 meter.
- Essingebron, längd 470 meter.
- Fredhällsbron, längd 270 meter.
- Karlbergsbron, dubbelbro längd 510 meter (västra delen) respektive 560 meter (östra delen).

### Övriga broar i Stockholms län (urval)
I alfabetisk ordning:

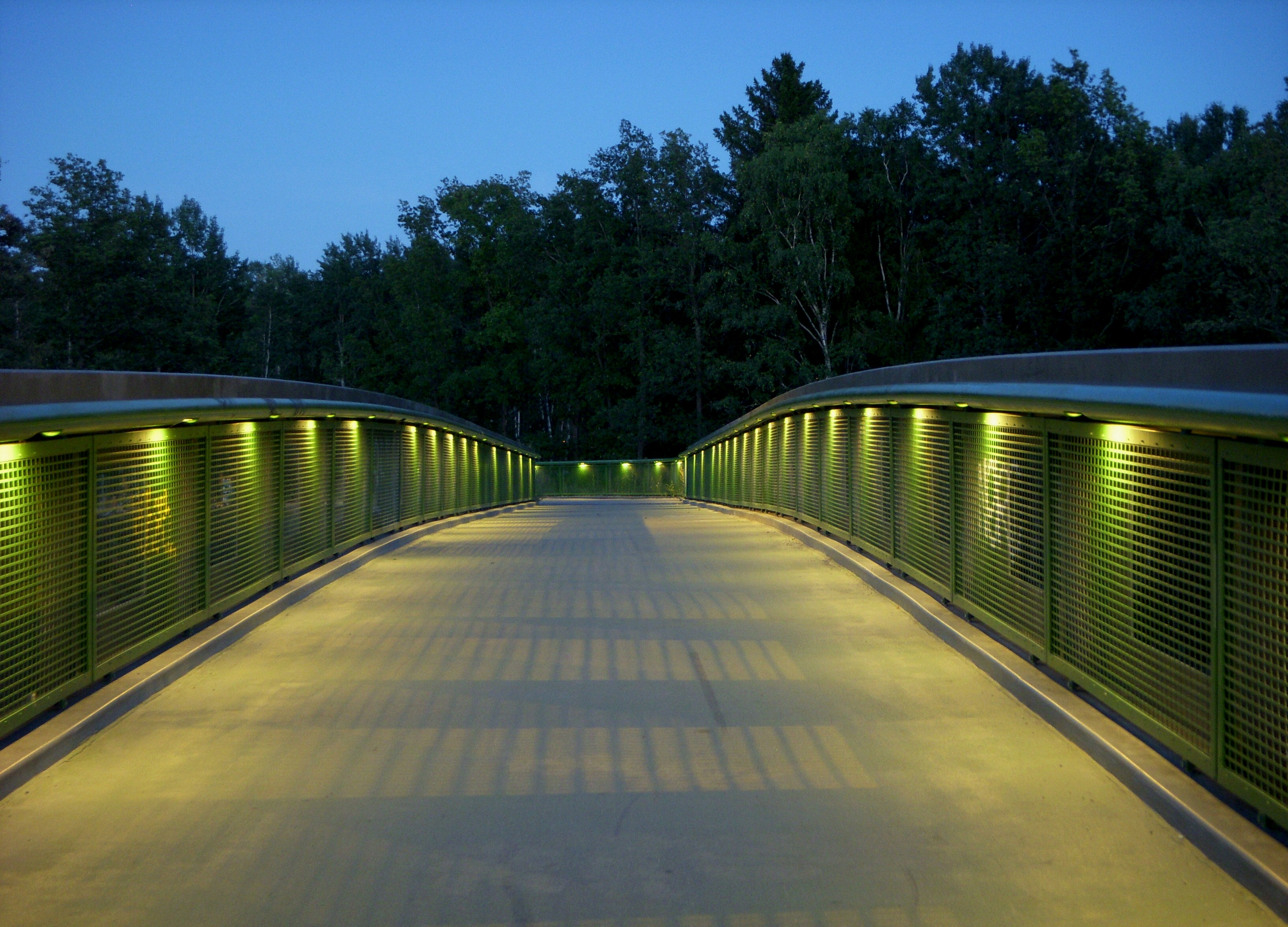
Smistabron på kvällen.

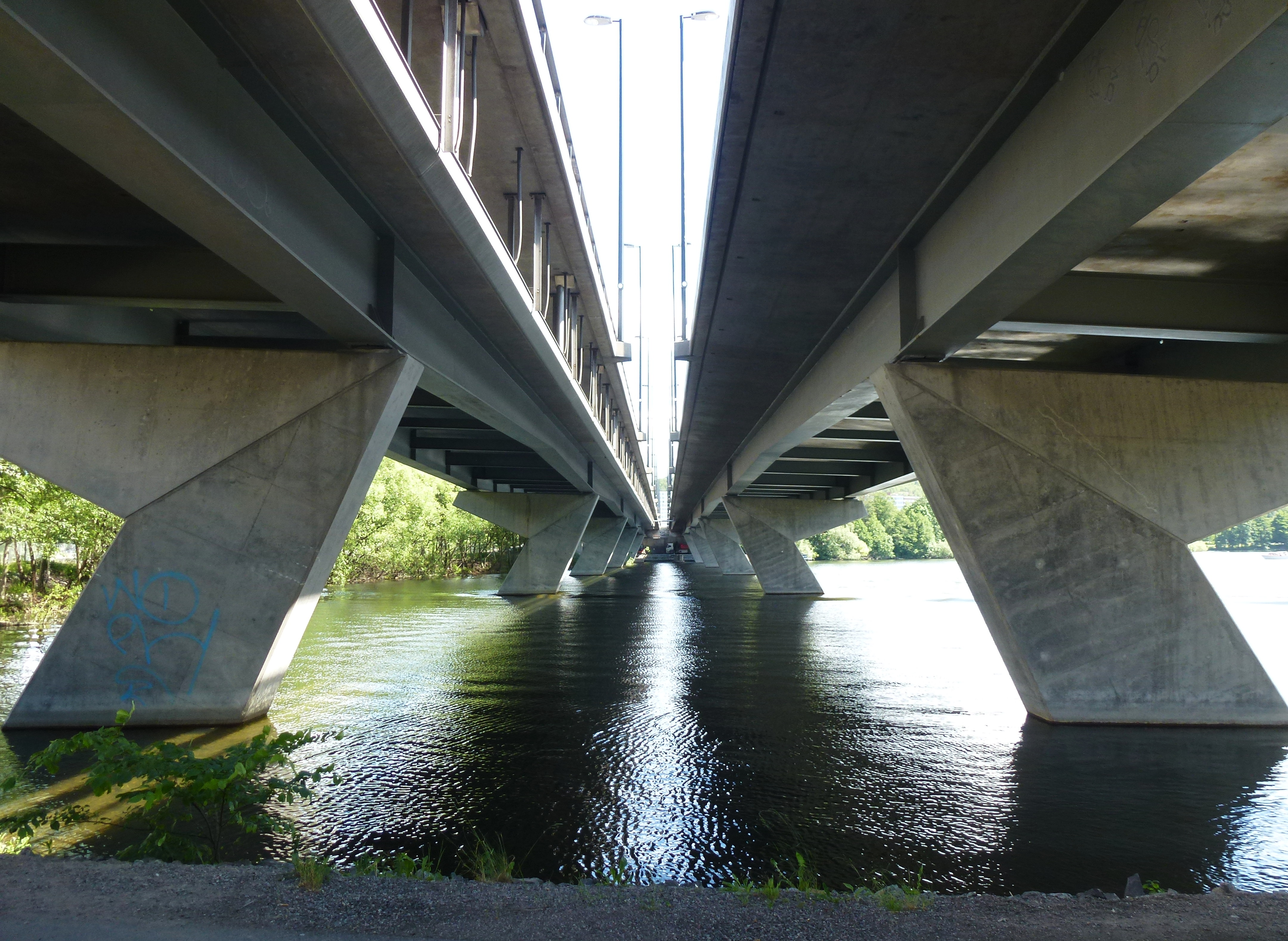
Under Vårbybron, vy från väst.

- Allébron även Sickla Allébron (2000), går över Sickla Kanal i Hammarby Sjöstad
- Bällsta bro (1960), går över Bällstaån mellan Centrala Sundbyberg och Mariehäll i Bromma
- Götalandsvägsviadukten (1967), går över Åbyvägen och Västra stambanan
- Huvudstabron (1967), går över Bällstaviken och är en del av Huvudstaleden
- Farstanäsbron (1914), ursprunglig militärbro, numera gång- och cykelbro, renoverad 1998
- Flottsbros gång- och cykelbro (1975), militärbro, gångbro- och cykelbro
- Fredriksdalsbron (2002), leder Tvärbanan under Skanstullsbron
- Kvarnholmsbron (1932-1984), leder från Gäddviken över Hästholmssundet till Kvarnholmen
- Laduviksbron (1954), går över utflödet av Laduviken mot Husarviken
- Lilla Sjötullsbron (1966), en gång- och cykelbro över Djurgårdsbrunnskanalen
- Londonviadukten (1910), numera mer en vägbank än en viadukt
- Ladugårdslandsbron (1640-1840), en historisk bro över inre delen av Nybroviken
- Solnabron (1942/2011), sträckte sig över järnvägsområdet kring Norra station, numera en del av Solnavägen som förbinder Stockholms innerstad med Solna
- Sicklauddsbron (2003), gång- och cykelbro över Sickla kanal mellan Sickla kaj och Sickla udde
- Gamla Skurubron (1915-1957), en bågbro som tidigare användes för Värmdöleden över Skurusundet i Nacka kommun
- Skurubron (2023), den nya balkbron för Värmdöleden över Skurusundet
- Smistabron (2008), gång- och cykelbro över Södertäljevägen, E4/E20
- Svindersviksbron (2016) är en högbro över Svindersviken i Nacka kommun.
- Sveabron (1897), ligger kvar under korsningen Sveavägen/Odengatan
- Ugglebacksbron (1954), går över utflödet av Uggleviken mot Husarviken
- Vårbybron (1994–1996), motorvägsbro för Södertäljevägen (E4/E20) i Botkyrka kommun
- Ågestabron (1971), går över sjön Magelungen och förbinder Farsta strand med Ågesta
- Ålkistebron (1937), leder Roslagsbanan och Roslagsvägen över Ålkistekanalen

## Konstruktioner

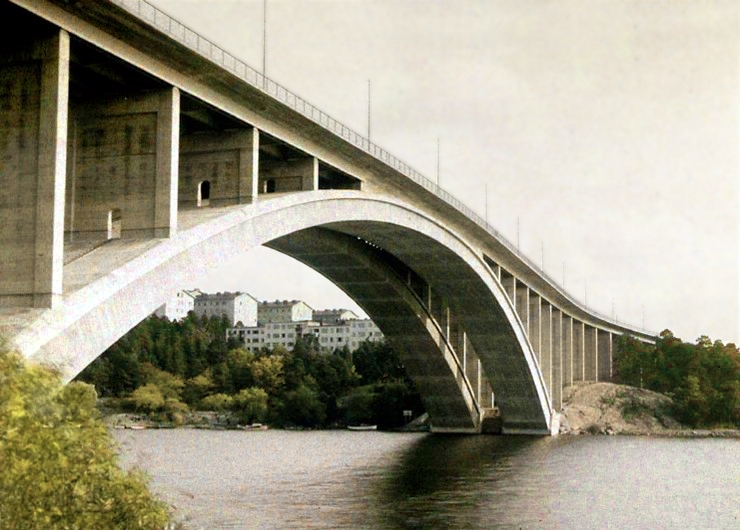
Tranebergsbron var 1934 världens längsta bågbro i betong. Bron har sedan 2005 ett tredje brospann, 1937.

Under historiska tider byggdes längre broar oftast som flottbroar med en öppningsbar del i mitten, exempelvis en vindbrygga. Stockholms och förmodligen Europas längsta flottbro var Stadshusbrons föregångare. Denna förbindelse mellan södra Norrmalm och östra Kungsholmen, kallades Nya Kungsholmsbron, den var cirka 500 meter lång och byggdes åren 1669–1672.
Genom landhöjningen och omfattande utfyllnader blev avstånden mellan Stockholms öar och malmar allt mindre. Dagens Stadshusbron som förbinder Norrmalm med Kungsholmen vid Stadshuset är bara 85 meter lång. Sveriges längsta bro var på sin tid Årstabron invigd 1924 och ritad av Cyrillus Johansson. Årstabroarna (östra och västra) är fortfarande de längsta broarna i Stockholm, båda är 753 meter långa.

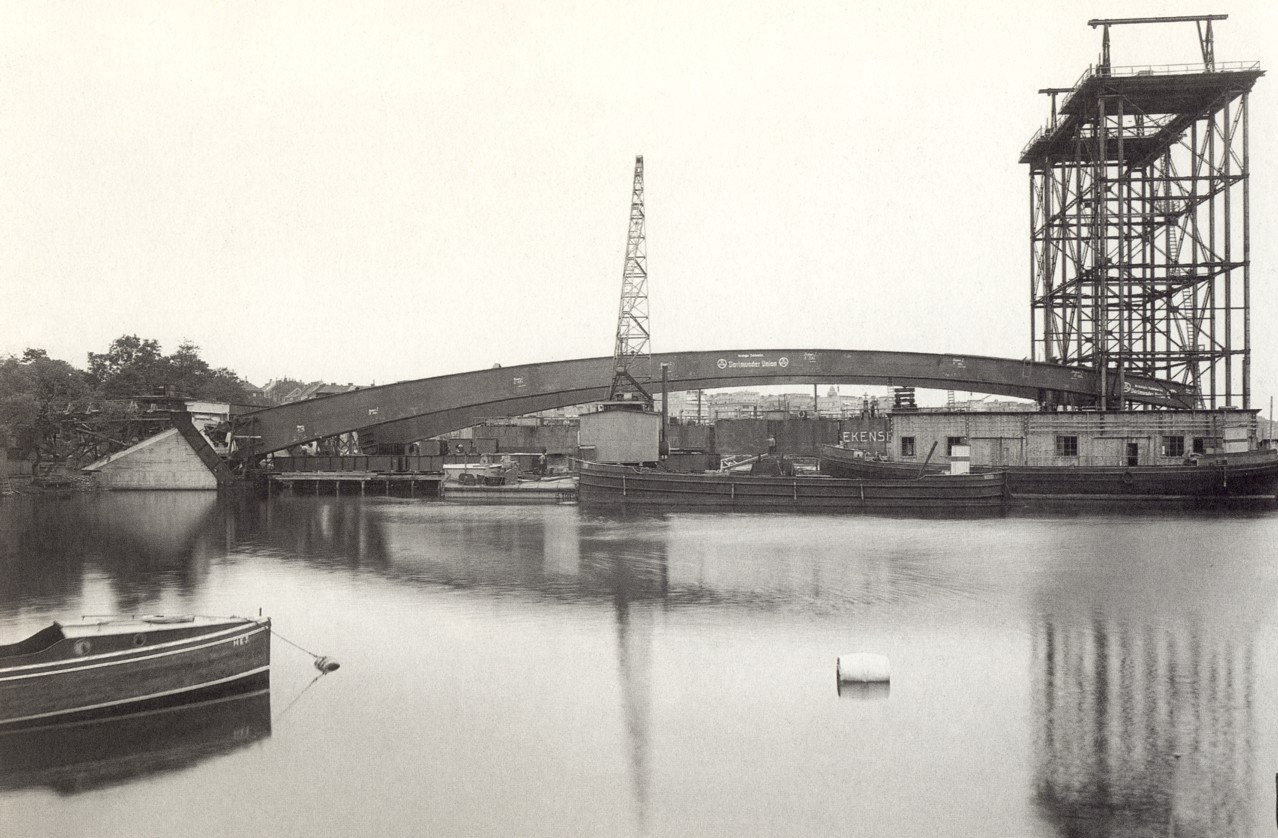
Västerbrons stålvalv lyfts på plats, 1933.

Problemet med tidiga brokonstruktioner var att den segelfria höjden var låg och man var tvungen att anordna en öppningsbar brodel, den hindrade dock trafiken över bron när ett fartyg skulle passera. Med den ökande bilismen under 1900-talets första hälft var ständiga broöppningar inte acceptabla. På 1930- och 1940-talen utfördes därför broar med stor segelfri höjd på omkring 25–30 meter. 
Här kan nämnas Tranebergsbron, höjd  25,2 meter (invigd 1934), Västerbron, höjd 26 meter (invigd 1935) och Skanstullsbron, höjd 32 meter (invigd 1947). Tranebergsbron hade, när den byggdes, världens längsta brobåge gjuten i betong, med en spännvidd av 181 meter.

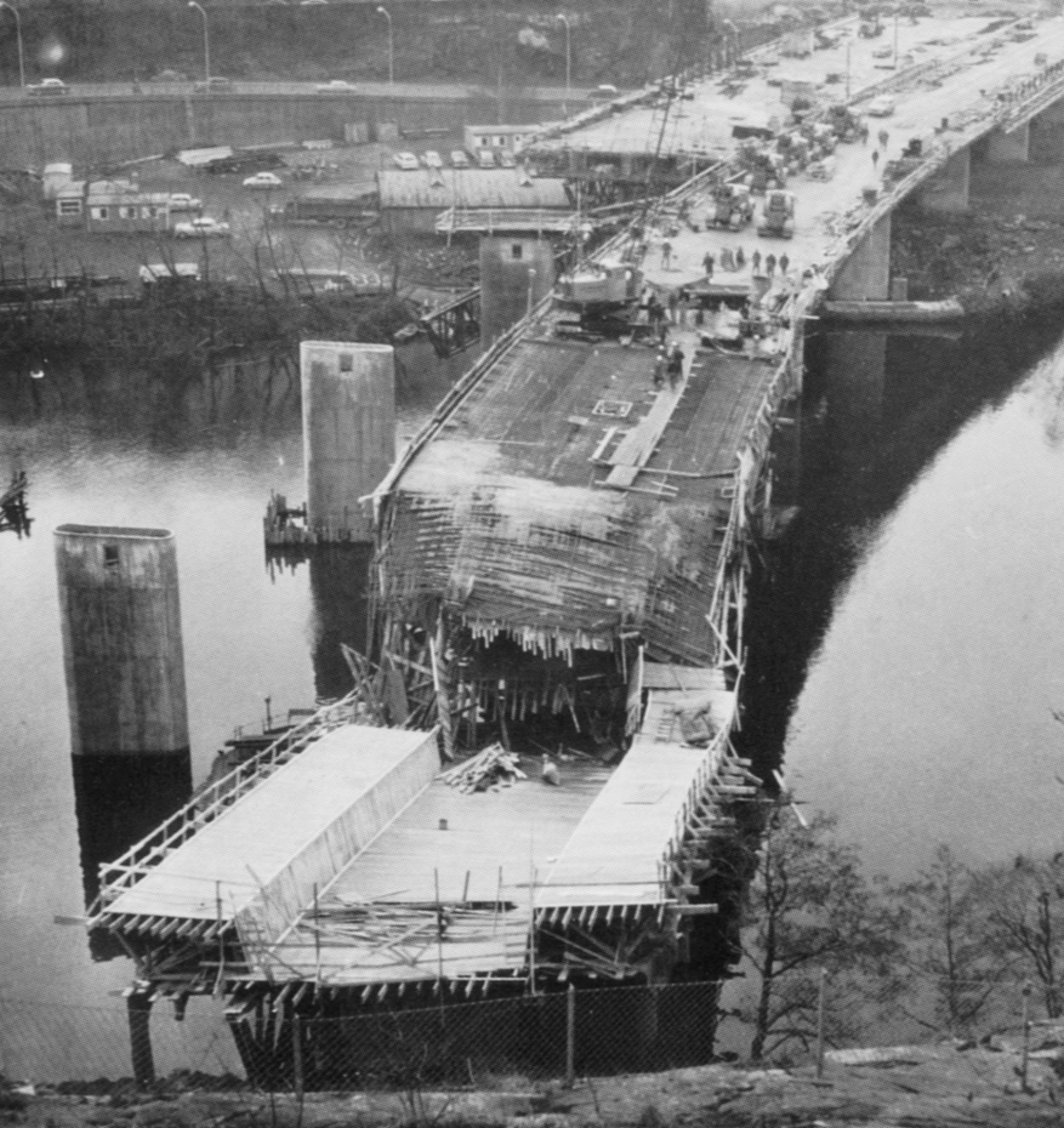
Broraset på Fredhällsbron, 1964

Västerbron var en tysk skapelse: ursprungligen ritad av tyska arkitekter, konstruerad av tyska ingenjörer och byggd av svenska och tyska företag. När bron invigdes 1935 var den den största bågbron i stålkonstruktion som någonsin byggts i Sverige och det är den fortfarande (2008).
Trots dessa höga broar finns en del öppningsbara brokonstruktioner i Stockholmstrafiken: Danviksbron som är en enkel- och Liljeholmsbron en dubbel klaffbro, och Nockebybron en svängbro. Liljeholmsbrons manövertorn är numera obemannat och när mekaniken krånglar och bron fastnar dröjer det till personal är på plats med trafikkaos som följd.

### Broras och konstruktionsproblem
En av Essingeledens broar rasade under uppförandet den 10 december 1964. Det var Fredhällsbrons västra brospann som störtade ner i vattnet när en provisorisk konstruktion (som bar upp betongformen) gav vika, varvid en 30 meter lång del av bron rasade ner i vattnet. Olyckan försenade bygget med några månader.
Två av Tvärbanans broar, Alviksbron och Gröndalsbron råkade ut för sprickbildningar kort efter invigningen. De första sprickorna i liven i huvudspannen upptäcktes redan i augusti år 2000. Orsak till sprickbildningen var skjuvspänning i båda broarnas lådbalkar och vid slutet av 2001 bedömde SL att utvecklingen föranledde en närmare undersökning. Man fann då att utländska normer kräver avsevärt mer armering i balkarna än de svenska reglerna. På konstruktörens och entreprenörens inrådan stängdes båda broar för Tvärbanans trafik. Under utredningsarbetet förstärktes broarna temporärt med utanpåliggande stålstag och under hösten 2002 genomfördes en permanent invändig förstärkning.

### Arkitektur

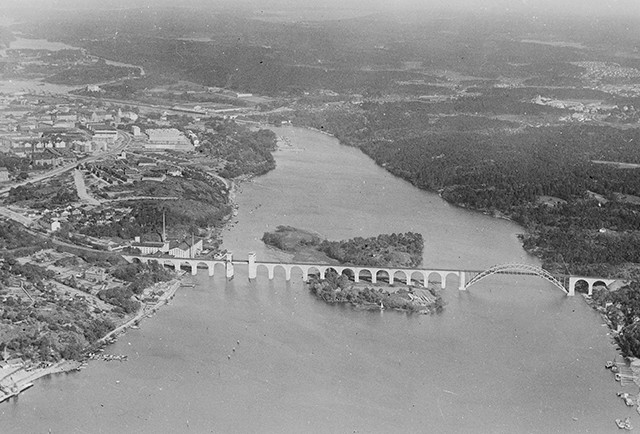
Årstabron var 1929 Sveriges längsta bro.

Stockholms broar är inte rena ingenjörsarbeten utan många gångar ritade av tidens renommerade arkitekter. Dagens äldsta bevarade bro, Norrbro, ritades av Erik Palmstedt. Palmstedt var även arkitekt för Palmstedts stenbro (uppförd åren 1784–1789), denna bro finns ej kvar längre, bara en liten del bevarades som Palmstedts grotta utanför Stockholms stadshus. 
Östra Årstabrons arkitekt var Cyrillus Johansson. Arkitekten inspirerades av antikens akvedukter, och försåg bron med 20 valvbågar av betong i kombination med ett brospann i stålfackverk söder om Årsta holmar. Bron var på sin tid Sveriges längsta bro.
På 1930- och 1940-talen var Paul Hedqvist och hans partner  David Dahl ofta anlitade broarkitekter. Från deras ritbord härstammar Tranebergsbron, Västerbron och Liljeholmsbron.
Fredhällsbron är liksom Gröndalsbron och Essingebron ritad av arkitektföretaget Ahlgren-Olsson-Silow (AOS) och konstruerad av det kommunala bolaget AB Geokonsult.
Stockholm nyaste högbro (avser år 2005) är Västra Årstabron, den skapades av den brittiska stjärnarkitekten Sir Norman Foster.

## Nerlagda broprojekt

### Vägtrafikbro över Årsta holmar

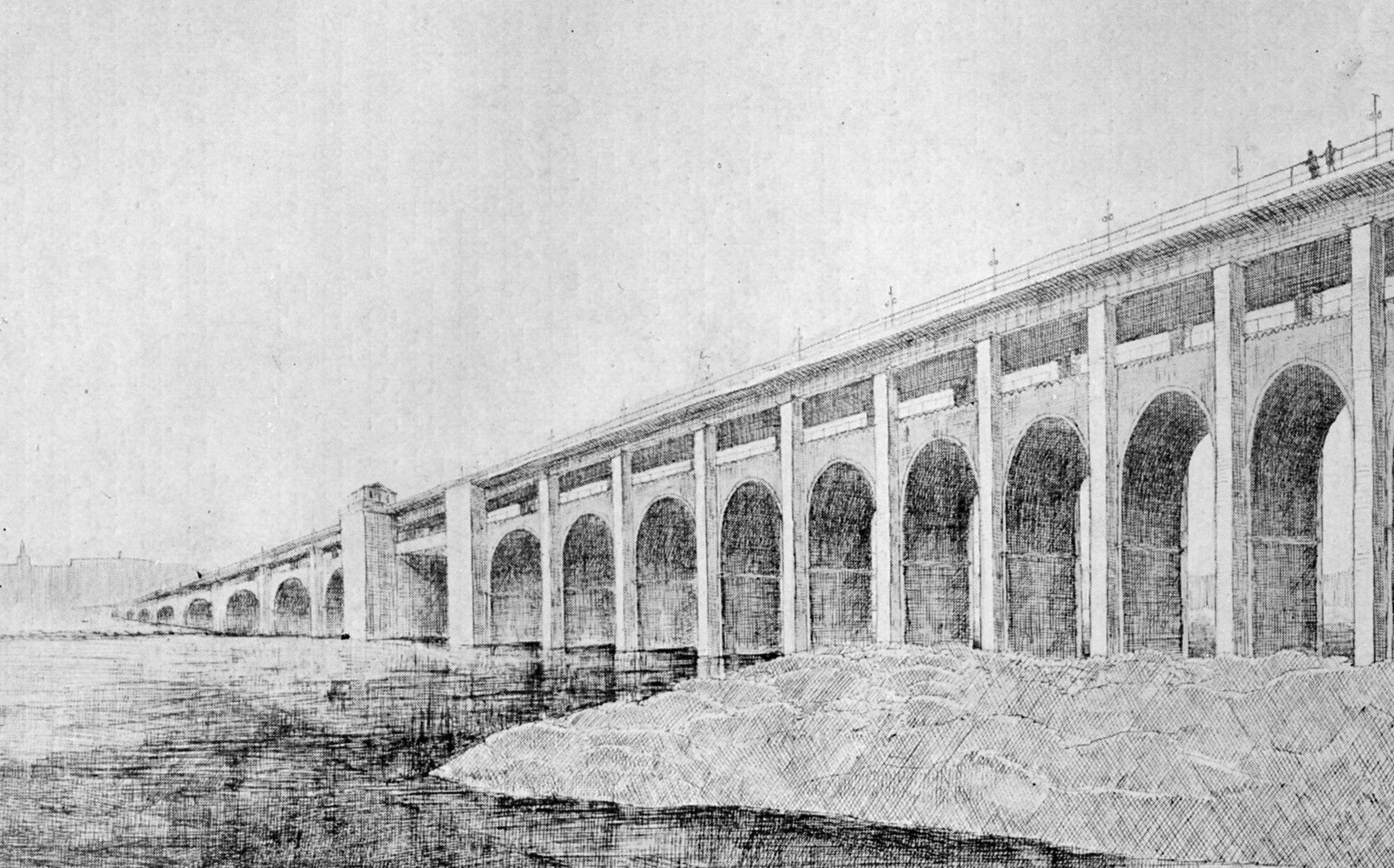
Gatubro över Årstabron, förslag från 1924.

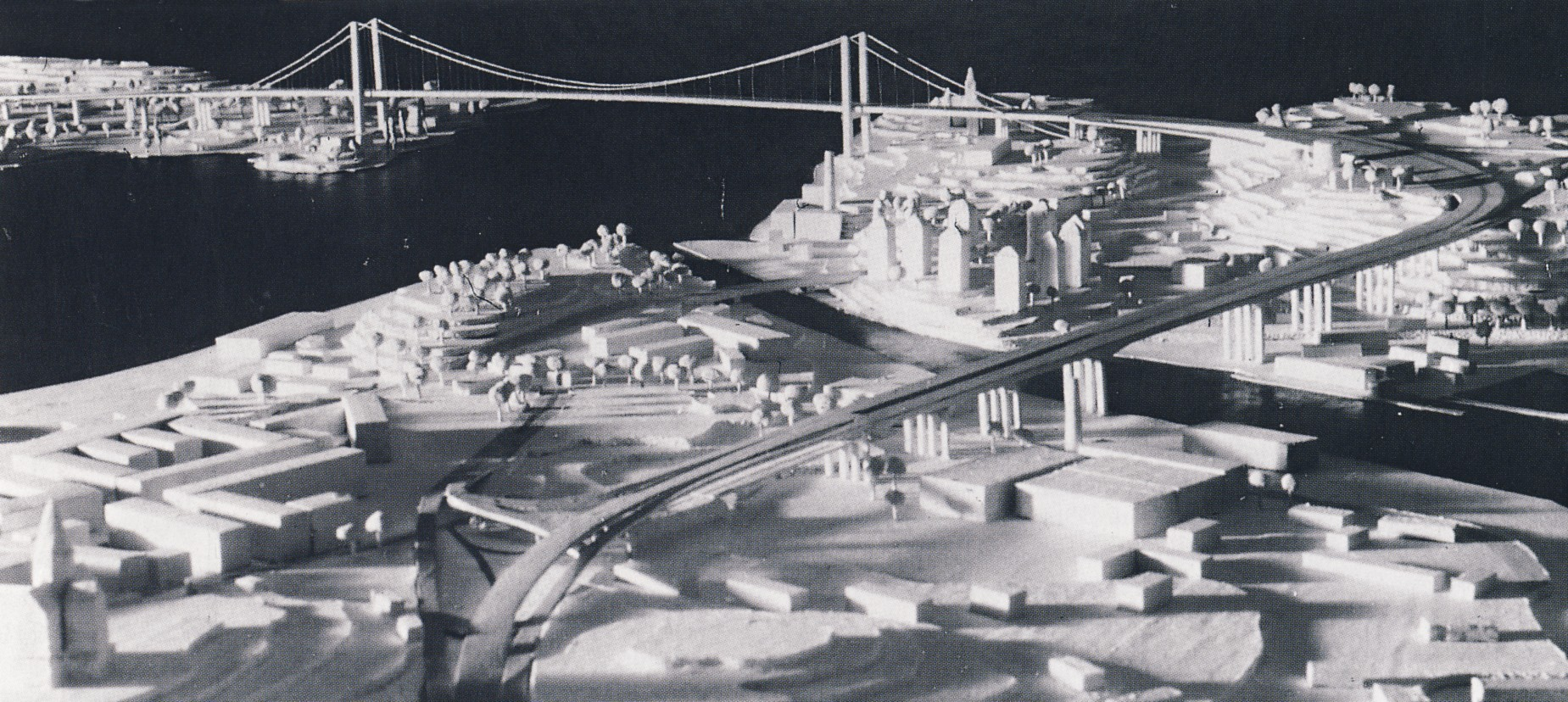
Österbron, tävlingsförslag från 1948.

När Östra Årstabron konstruerades förbereddes den för en framtida gatubro över Årstaholmar. Gatubrons järnöverbyggnad skulle vila på bropelarnas sidor vars bredd ökades i form av en hylla på varje sida och med överkant cirka 1,5 meter över vattenytan. Stockholms stad stod för merkostnaden. Högsta punkten för gatuplanet skulle komma att ligga 38,3 meter över vattenytan. I 1960 års trafikledsplan kom planen med en gatubro emellertid igen. Denna gång med motorvägsstandard och placerad direkt väster om järnvägsbron. Arbetsnamnet för denna vägförbindelse var ”Tantoleden” som skulle bli en länk mellan Stockholms ringled och det lokala gatunätet i Årsta och på Södermalm.

### Andra broprojekt
Några broprojekt stannade på planeringsstadiet, så blev Österbron som en pendang till Västerbron aldrig genomförd. Enligt en arkitekttävling från 1948 skulle den likt en stockholmsk variant av Golden Gate Bridge förbinda Södra Djurgården med Södermalm, som ett samtida tävlingsförslag illustrerar. Österbron skulle vara en del av Österleden och Österleden en del av Stockholms ringled.
Brommagrenen som planerades på 1960-talet skulle gå från Essingeleden vid Stora Essingen och ut på en bro över till Alvik och vidare till Bromma flygplats. Avfarten vid Essingeleden färdigställdes i början av 1960-talet, sedan stoppades arbetena. Idag går Tvärbanans Alviksbron i ungefär samma sträckning.
På 1960-talet planerades även en stads-motorvägsbro över Nybroviken, som skulle vara en del av Blasieholmsleden och sammankoppla Strandvägen via Blasieholmen med Skeppsbron.
Rådmansleden var ytterligare ett 1960-tals projekt som aldrig genomfördes. Leden skulle knyta ihop Kungsholmen med Lidingö. Av en stor trafikplats med flera broar mellan Kungsholmen och Norrmalm blev bara bygget av Barnhusbron genomförd (uppförd 1967-1969) samt att Lidingöbron (uppförd 1968–1971) förbereddes med ett tredje körfält.

## Stockholms högsta broar

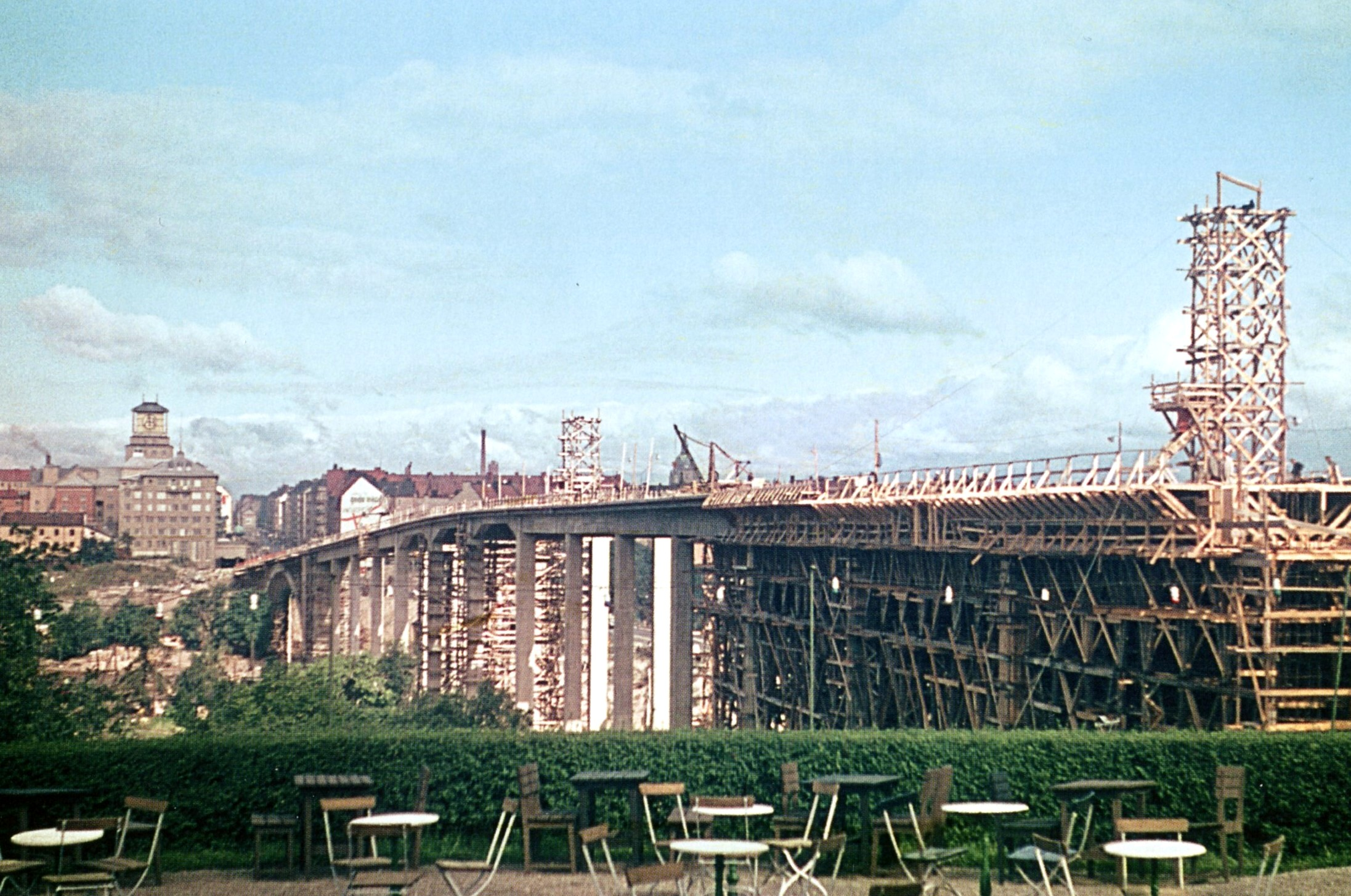
Skanstullsbron under uppförande, den segelfri höjden blev hela 32 meter, 1945.

Stockholms åtta högsta broar är för närvarande (2010):
Mått anger den segelfria höjden vid normalt vattenstånd (medelhögvatten):
- Skanstullsbron, 32 meter
- Johanneshovsbron, 32 meter
- Västerbron, 26 meter
- Östra Årstabron, 26 meter
- Västra Årstabron, 26 meter
- Gröndalsbron, 26 meter
- Tranebergsbron, 25 meter
- Alviksbron, 24 meter

## Stockholms osynliga bro

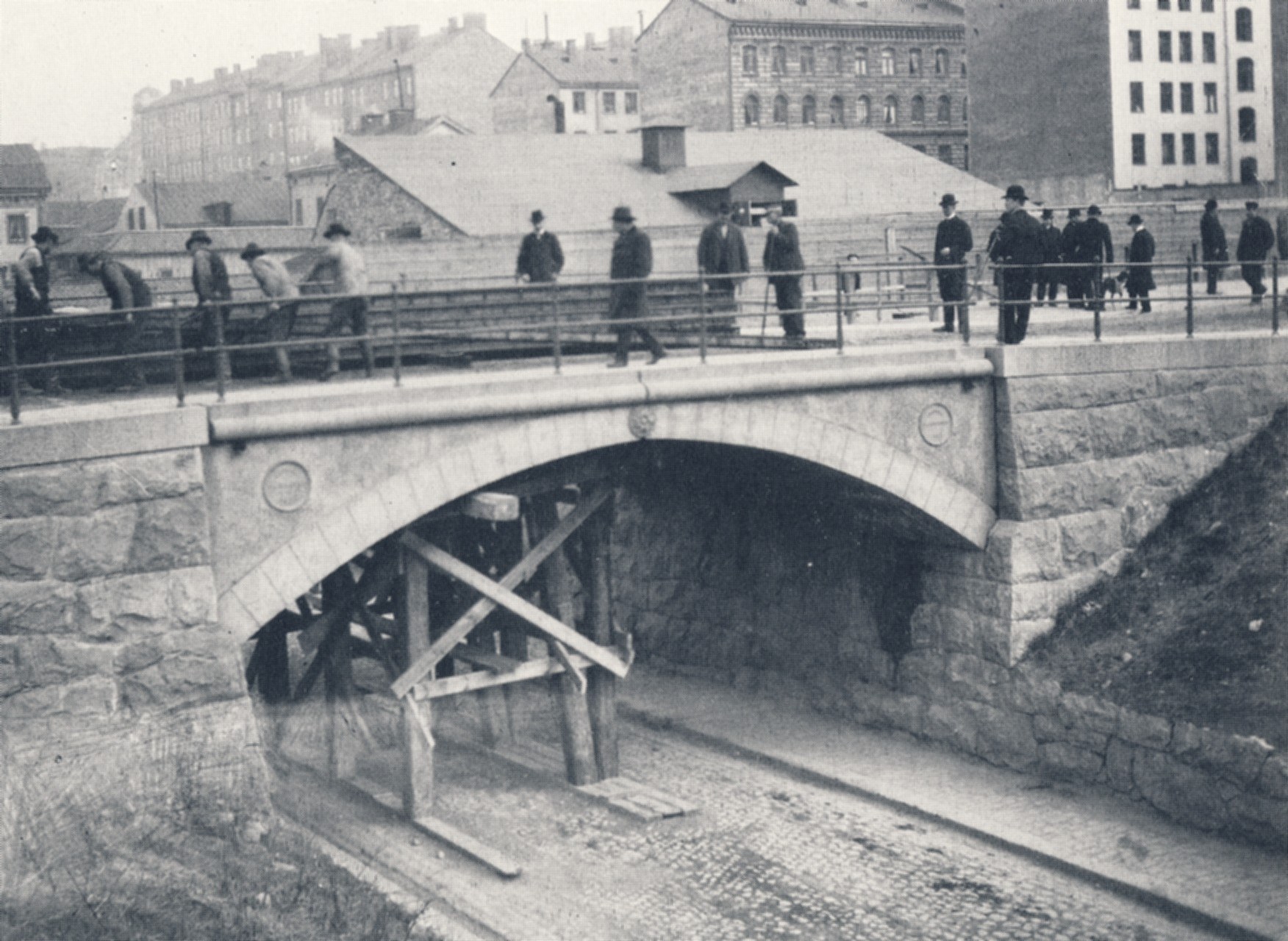
Sveabron finns kvar i marken under korsningen Sveavägen/Odengatan, 1897.

I Stockholm finns en bro som inte syns, men ändå finns. Det är Sveabron som byggdes 1897 för Odengatans sträckning över Sveavägen och försvann 1914 under utfyllnader, när Sveavägens nivå höjdes upp till Odengatans. Bron finns alltjämt kvar i marken under gatukorsningen. På 1950-talet konstaterades genom provborrningar att jordmassorna hade satt sig och att det uppstått ett cirka en meter högt hålrum under brovalvet. Med tanke på den tunga trafiken över korsningen beslöt man att fylla håligheten med betong.